# Republica Sovietică Chineză
Republica Sovietică Chineză, numită în mod neoficial și Sovietul din Jiangxi, (în limba chineză: 中華蘇維埃共和國|), a existat în perioada 1931 – 1934. Mao Zedong a fost președintele acestei formațiuni statale în cea mai mare parte a timpului.

## Istorie
În noiembrie 1931, a avut loc în Ruijin (瑞金), provincia Jiangxi, o "Conferință Națională a Delegaților Sovietici ai Poporului", care a luat hotărârea proclamării unei republici sovietice chineze, cu orașul Ruijin drept capitală.
Republica Sovietică Chineză s-a extins treptat, ajungând la o suprafață de peste 30000 km2 și o populație de peste 3 milioane locuitori.
A încetat să existe pe 15 octombrie 1934, când armata Kuomintangului, condusă de Chiang Kai-shek, a supus orașul Ruijin unei blocade. Comuniștii chinezi au părăsit provincia Jiangxi și s-au refugiat în provincia Shaanxi, printr-o acțiune care este cunoscută în istoriografia chineză sub numele de Marșul cel Lung.

## Timbre poștale
În aprilie 1932, a fost creată "Biroul Poștei Centrale" (郵政總局) și au fost tipărite timbre cu diferite valori nominale,  pentru a fi folosite în zonele controlate de comuniști. Timbrele, fără perforații de separare, au fost tipărite pe hârtie albă de ziar. Cifrele chinezești tipărite pe timbre sunt de tipul complex și sunt destinate împiedicării falsificării.
Aceste timbre sunt în zilele noastre niște rarități căutate de colecționari, prețul unui astfel de exemplar variiind de la 1.000 la 25.000 de dolari.

## Scrierea
Republica Sovietică Chineză a încetat să existe mai înainte de simplificarea caracterelor chinezești, așa că toate documentele oficiale ale republicii sovietice au fost scrise iar monedele inscripționate în chineza tradițională.

## Legăturie externe
- două fotografii Arhivat în 31 octombrie 2008, la Wayback Machine. ale declarației oficiale scrise de mână a Conferinței Naționale a Delegaților  Sovietici ai Poporului
- Steaguri de pe site-ul FOTW
- Monedele Republicii Sovietice Chineze Arhivat în 28 august 2008, la Wayback Machine.
- Timbrele Republicii Sovietice Chineze Arhivat în 26 iunie 2003, la Wayback Machine.